# 로빈슨 치리노스
로빈슨 치리노스 (Robinson David Chirinos González, 1984년 6월 5일 ~ )는 메이저 리그 볼티모어 오리올스의 선수이다.

## 입단
2000년 아마추어 FA 계약으로 2000년 시카고 컵스에 입단했다.